# Martín Cuello
Martín Nicolás Cuello (Ramos Mejía, 12 marzo 1993) è un cestista argentino.

## Palmarès

### Club
- Campionato argentino: 1

IACC Cordoba: 2021-22
- Torneo Súper 20: 1

IACC Cordoba: 2021

### Individuale
- MVP playoff Campionato argentino: 1

2022